# Théâtre national d'opéra et de ballet de Sofia
Le Théâtre national d'opéra et de ballet de Sofia (en bulgare : Национална опера и балет) est une institution bulgare pour les représentations d'opéra et de ballet dans la capitale bulgare Sofia.

## Histoire
Le premier opéra de Bulgarie a été fondé en 1890, mais a rapidement fermé en raison de ressources financières limitées. La Compagnie d'opéra bulgare a été fondée en 1908 et nationalisée en 1922. En 1922, son nom a été changé en Opéra National, et ses premières représentations ont eu lieu en 1928. Il a été fermé pendant la Seconde Guerre mondiale, mais a été rouvert peu après la guerre, avec des travaux de restauration grâce à des subventions gouvernementales. Le Théâtre national d'opéra et de ballet de Sofia a reçu sa conception architecturale de style néo-classique en 1921. Il a été rénové en 1953.
Assen Najdenow était le chef d'orchestre de la maison à partir de 1944.

## Liens web
- Site officiel
- Plus d'images